# Juan Romero (torero)
Juan de Dios Sebastián Romero de los Santos, más conocido como Juan Romero (Ronda, 8 de marzo de 1727 o 1729-11 de junio de 1824), fue un torero español.

## Biografía
Juan Romero fue hijo del también torero Francisco Romero, el segundo de la dinastía taurina rondeña de los Romero. Puede ser considerado como uno de los principales matadores de su tiempo, logrando una reputación como un torero seguro, siendo uno de los mejor pagados de la época y el primero en organizar una cuadrilla de asistentes.
Fue padre de otros tres matadores, José, Pedro y Antonio Romero, de los que fue también profesor.

### Citas
1. ↑  Zaldivar Ortega, 2009.
2. ↑  Serrano Carvajal, José (11 de noviembre de 2003). «Toreros de plata». ABC (Madrid). Consultado el 17 de enero de 2019.